# Dekanat kielecki
Dekanat kielecki (właściwie Dekanat świętokrzyski) – dekanat diecezji krakowsko-częstochowskiej Kościoła Polskokatolickiego w RP, obejmujący swoim zasięgiem obszar województwa świętokrzyskiego i niewielki fragment województwa mazowieckiego. Siedziba dekanatu znajduje się w Ostrowcu Świętokrzyskim.

## Parafie dekanatu świętokrzyskiego
- parafia Wniebowzięcia Najświętszej Maryi Panny w Hucisku, proboszcz: ks. dziek. mgr Paweł Walczyński
- parafia Świętych Apostołów Piotra i Pawła w Kielcach, proboszcz: ks. dziek. mgr Paweł Walczyński
- parafia św. Franciszka z Asyżu w Okole, proboszcz: ks. dziek. mgr Paweł Walczyński
- parafia Matki Bożej Różańcowej w Osówce, proboszcz: ks. inf. Aleksander Bielec
- parafia Imienia Maryi Panny w Ostrowcu Świętokrzyskim, proboszcz: ks. dziek. mgr Paweł Walczyński
- Parafia Matki Boskiej Nieustającej Pomocy w Skadli, proboszcz: wakat
- parafia Matki Bożej Bolesnej w Skarżysku-Kamiennej, proboszcz: ks. mgr Krzysztof Pikulski
- parafia Świętego Ducha w Tarłowie, proboszcz: ks. inf. Aleksander Bielec